# Mogoșești-Siret
Mogoșești-Siret è un comune della Romania di 4 049 abitanti, ubicato nel distretto di Iași, nella regione storica della Moldavia.
Il comune è formato dall'unione di 3 villaggi: Mogoșești-Siret, Muncelu de Sus, Tudor Vladimirescu.